# Ophiomyia cornuta
Espèce
Synonymes
- Agromyza cornuta de Meijere, 1910[2]

Ophiomyia cornuta est une espèce de diptères de la famille des Agromyzidae, décrite par Johannes Cornelis Hendrik de Meijere en 1910 sous le protonyme d’Agromyza cornuta.

## Description
Dans sa description originale, l'auteur indique que l'holotype de Ophiomyia cornuta mesure 1,5 mm.

## Publication originale
- (nl + en) J. C. H. de Meijere, « Studien über südostasiatische Dipteren. IV. Die neue Dipterenfauna von Krakatau », Tijdschrift voor Entomologie, La Haye, Leyde et Amsterdam, NEV (d), Martinus Nijhoff Publishers (d) et Éditions Brill, vol. 53,‎ 1910, p. 58-194 (ISSN 0040-7496 et 2211-9434, OCLC 1132820, lire en ligne).